# Vernon Hills (Illinois)
Vernon Hills est un village du comté de Lake dans l'Illinois, aux États-Unis,. Situé au sud du comté, en banlieue de Chicago, il est incorporé le 22 septembre 1958.

## Démographie
Lors du recensement de 2010, le village comptait une population de 25 113 habitants. Elle est estimée, en 2016, à 26 328 habitants.

## Source de la traduction
- (en) Cet article est partiellement ou en totalité issu de l’article de Wikipédia en anglais intitulé « Vernon Hills, Illinois » (voir la liste des auteurs).